# Hornád
El Hornád - (hongarès) Hernád és un riu a l'est d'Eslovàquia i al nord-est d'Hongria. És un afluent del riu Slaná (Sajo). La font del Hornád són els vessants orientals del turó Kráľova hoľa, al sud de Šuňava. El riu té 286km de llarg, amb 178km situats a Eslovàquia, i els 108km restants a Hongria. Les ciutats al llarg del seu curs són Spišská Nová Ves i Košice, ambdues a Eslovàquia. Desemboca al riu Sajó (eslovac Slaná) al sud-est de Miskolc. Al llarg del riu hi ha una sèrie de sis penya-segats rocosos calcaris separats i pendents pronunciats, que col·lectivament formen el Lloc d'importància comunitària 'Hornádske vápence'.